# نيكولاس لوبيز أرواخو
نيكولاس لوبيز أرواخو (بالإسبانية: Nicolás López Araújo) (29 أغسطس 1986 بمونتفيدو في الأوروغواي - ) هو لاعب كرة قدم أوروغواني في مركز الهجوم. لعب مع نادي راسينغ مونتيفيديو والتانك سيلي ونادي مانتا لكرة القدم ونادي هوراكان.

## وصلات خارجية
- نيكولاس لوبيز أرواخو على موقع قاعدة بيانات كرة القدم.إي يو (الإنجليزية)
- نيكولاس لوبيز أرواخو على موقع Soccerway.com (الإنجليزية)